# タイガー (架空の人物)
タイガー（Tiger）は、インドのヤシュ・ラージ・フィルムズが製作するスパイ映画「YRFスパイ・ユニバース」に登場する架空のスパイ。単独シリーズとして『タイガー 伝説のスパイ』『タイガー 甦る伝説のスパイ』『タイガー 裏切りのスパイ』に登場し、ユニバース作品『PATHAAN/パターン』にもゲスト出演している。タイガー役はボリウッド俳優のサルマーン・カーンが演じている。

## 設定
本名は「アヴィナーシュ・シン・ラートール（Avinash Singh Rathore）」で、1968年12月29日にマディヤ・プラデーシュ州チャンバル県で生まれた。インドの情報機関RAWの諜報員として世界各地で活動しており、潜入任務の際には「マニーシュ・チャンドラ（Manish Chandra）」の偽名を名乗っている。『WAR ウォー!!』のカビール・ダリワル（演：リティク・ローシャン）、『PATHAAN/パターン』のパターン（演：シャー・ルク・カーン）と共にユニバースの中核を担うキャラクターである。
『タイガー 伝説のスパイ』で潜入任務のためアイルランドに赴いた際、対立国パキスタンの情報機関ISIの諜報員ゾヤと出会い恋に落ちてRAWを脱退する。これ以降はオーストリアで彼女と共に暮らしているが、インドへの忠誠心は持ち続けており、国家安全保障上の問題が生じた際にはRAWの要請で任務を引き受けることがある。タイガーとゾヤの間には「ジュニア」と呼ばれる息子がおり、さらに『タイガー 甦る伝説のスパイ』で命を助けたテロ組織ISCの少年兵ハサン・アリーを養子にしている。

## モデル論争
『タイガー 伝説のスパイ』公開直前、「ブラック・タイガー」の異名で知られたRAW諜報員ラヴィンドラ・カウシクの甥が、「映画はラヴィンドラ・カウシクの人格と生涯をモデルにしている」として彼の名前をクレジットするように訴えを起こしている。これに対し、監督のカビール・カーンは「映画はラヴィンドラ・カウシクとは無関係のものだ」と反論している。

## 登場作品
- タイガー 伝説のスパイ（2012年）
- タイガー 甦る伝説のスパイ（2017年）
- PATHAAN/パターン（2023年）
- タイガー 裏切りのスパイ（2023年）